# Ernst von Österreich (1824–1899)

Erzherzog Ernst von Österreich, Lithographie von Eduard Kaiser, 1858

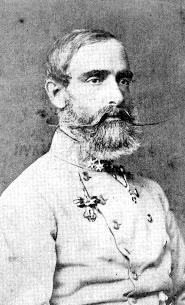
Erzherzog Ernst von Österreich

Ernst Karl Felix Maria Rainer Gottfried Cyriak von Österreich (* 8. August 1824 in Mailand; † 4. April 1899 in Arco) aus dem Haus Habsburg-Lothringen war ein Erzherzog von Österreich und kaiserlich-österreichischer Feldmarschallleutnant.

## Leben
Ernst war ein Sohn des Erzherzogs Rainer (1783–1853), Vizekönigs der Lombardei aus dessen Ehe mit Maria Elisabeth (1800–1856), Tochter des Prinzen Karl Emanuel von Savoyen-Carignan. Väterlicherseits war er ein Enkel von Kaiser Leopold II.
Seit 1845 war er auf Empfehlung des Generalfeldmarschalls Radetzky Inhaber des Infanterieregiments Nr. 48, 1847 wurde Ernst Generalmajor der österreichischen Armee und kämpfte in Italien gegen die Truppen des Giuseppe Garibaldi. Am 31. Juli 1848 gelang ihm dabei am Berg von Tassano ein großer Erfolg und Garibaldi musste sich in das neutrale San Marino zurückziehen und Verhandlungen aufnehmen, in dessen Ergebnis die Verbände Garibaldis aufgelöst werden mussten. Garibaldi floh und seine Soldaten ergaben sich. Ernst rückte in San Marino ein und entwaffnete die Truppen. Ernst wurde mit dem Großkreuz des Leopold-Ordens ausgezeichnet und zum Feldmarschall-Leutnant befördert.
Seit 1858 war Ernst Befehlshaber des 11. Armeekorps in Budapest, später des 3. Armeekorps in Kärnten und Krain. Ernst nahm an der Schlacht bei Königgrätz teil und war im Anschluss kommandierender General in der Steiermark, Kärnten und Krain. Nachdem er 1867 zum General der Kavallerie ernannt worden war, zog er sich im Jahr darauf ins Privatleben zurück. Er lebte teils bei der Familie seines Bruders Rainer, teils in dem so genannten „Fürstenhaus“ am Altvater in Arco. Er starb dort 1898 an einer Lungenentzündung. Ernst wurde in der Ferdinandsgruft der Kapuzinergruft in Wien beigesetzt.

## Verbindung und Nachkommen
Ernst war in einer Verbindung Laura Skublics de Velike et Bessenyö (1826–1865). Sie stammt aus dem ungarischen Kleinadel und war seit 1843 mit Ignac Csendheli verheiratet. Sie hatte aus ihrer Ehe zwei Töchter, Franziska und Luiza. Die Ehe verlief unglücklich, so dass Laura 1854 ihren Ehemann und ihre Töchter verließ. Die Ehe wurde 1856 aufgehoben. In Budapest lernte sie Erzherzog Ernst kennen, und man ging eine Verbindung ein, die beide als Ehe betrachteten. Eine Eheschließung – wie manchmal behauptet – am 26. April 1858 in Laibach fand nicht statt. Die im Erbschaftsprozess 1900–1902 nach dem Tode von Erzherzog Ernst vorgelegte Heiratsurkunde war eine Fälschung. Laura war als Baronin von Wallburg bekannt und ihre Kinder auch als solche bezeichnet, jedoch gab es keine formelle Verleihung dieses Titels. 1909 verfügte der österreichische Innenminister, dass die von Wallburg den Geburtsnamen ihrer Mutter annehmen müssen. Laura verstarb 1865 in Wien an Gebärmutterkrebs. 
Folgende Kinder hatten Erzherzog Ernst und Laura Skublics:
- Laura von Wallburg (1858–1901)
- Ernst von Wallburg (1859–1920)

⚭ 1894 Maria Juliana Schaden (1863–1948)
- Heinrich von Wallburg (1861–1888)
- Clothilde von Wallburg (1863–1953)

⚭ 1. 1884 Sedul Pegger (1843–1891)
⚭ 2. 1898 Eugen Szimic Edler von Majdangrad (1846–?)